# Мост Аркадико
Мост Арка́дико (греч. Γέφυρα του Αρκαδικού), или Мост к Каза́рме, — один из самых древних в мире арочных мостов.
Мост построен во времена Микенской цивилизации. Мост, когда-то бывший частью древней военной дороги, которая соединяла древние города Тиринф и Эпидавр, дошёл до нашего времени в первозданном виде. Расположен близ села Аркадикон в общине Эпидаврос, на полуострове Пелопоннес в Греции.

## Конструкция
Арочный мост, построен из известняка с использованием приёмов ложного свода и циклопической кладки. Длина моста 22 метра, ширина около основания — 5,6 метра и высота — 4 метра. Ширина проезжей части составляет около 2,5 метра, что позволяло проезжать по мосту колесницам, — на нём сохранились направляющие бордюры, которые удерживали колесницы на нужной траектории. Высота свода для пропуска воды один метр.
Мост имеет плоские нижние площадки, которые стабилизируют стенки мостового свода и защищают мост от размыва водой.

## История
Мост был построен в конце позднеэлладского периода около 1300—1190 гг. до н. э. и был частью военной дороги между городами Тиринф и Эпидавр, которая в свою очередь была частью целой сети древних военных дорог. Кроме моста Аркадико неподалеку сохранились ещё три подобных моста, которые были частью одной дороги бронзового века и имеют такую же конструкцию и возраст. Один из них (мост Петрогефири) находится на один километр западнее и перекинут через тот же когда-то существовавший водный поток, что и мост Аркадико. Местное население до сих пор пользуется этими мостами, что свидетельствует о необычайной прочности и удачном типе конструкции, — мост Аркадико пережил тысячелетия и множество землетрясений.
Второе название, «Мост к Казарме», сооружение получило потому, что неподалёку от моста, на холме высотой 28 метров, находятся руины казармы — небольшого укрепления с каменными стенами (ширина 2,5 метра, сохранившаяся высота 5,2 метра) и четырьмя круглыми башнями. Сооружение датируется IV веком до н. э.